# The Journal of Cell Biology
The Journal of Cell Biology è una rivista accademica che si occupa di biologia cellulare. Fondata nel 1955 da un piccolo gruppo di biologi presso il Rockefeller Institute of Medicine con il nome di The Journal of Biophysical and Biochemical Cytology, nel 1962 ha assunto il nome attuale.
Nella propria home page riporta un impact factor pari a 10.822.